# بتنرية برييرية
بتنرية برييرية (الاسم العلمي:Byttneria perrieri) هي نوع من النباتات تتبع جنس البتنرية من الفصيلة الخبازية. سمي هذا النوع نسبةً إلى عالم النبات الفرنسي هنري بيريه.